# Josef Stříbrný
Josef Stříbrný (28. července 1915 Lidice – 6. prosince 1976 Písek) sloužil jako navigátor v průběhu druhé světové války u 311. bombardovací perutě Royal Air Force.

## Životopis
Narodil se v Lidicích, v rodině hutního dělníka Josefa Stříbrného (1888–??) a jeho manželky Marie, rozené Železné (19. února 1894–1942, popravena v Kobylisích). Jeho bratr František (17. září 1917–1942) byl též zastřelen.
Josef Stříbrný po střední škole vystudoval Vojenskou akademii v Hranicích. Vojenskou službu nastoupil u plzeňského 35. pěšího pluku a poté sloužil jako poručík pěchoty v Prešově. Po vzniku Slovenského štátu byl na Slovensku krátce internován, pak se vrátil zpět do Lidic a pracoval u Nejvyššího cenového úřadu v Praze jako cenový kontrolor. Spolu se svým kamarádem Josefem Horákem a Václavem Študentem se rozhodl utéct z Protektorátu a připojit se k cizinecké legii ve Francii. 27. prosince 1939 odjeli do Uherského Brodu, odtud přešli hranice se Slovenskem, pokračovali dále do Košic. Opět překročili hranice, tentokrát maďarské, a odjeli vlakem do Budapešti. Odtud se vydali na vlastní pěst do Bělehradu. Dále byli přepraveni přes Řecko a Turecko do Sýrie a nakonec do Marseille. Měsíc po jejich příjezdu začala bitva o Francii. Československým jednotkám se podařilo nalodit se v Sète na loď a přepravit se k Gibraltaru a později doplout do Británie.
V Británii byl Stříbrný nejprve pěšákem u Čs. samostatné brigády, zde absolvoval parašutistický kurs, ale nebyl vybrán k parašutistům. Později byl vybrán k letectvu, kde sloužil u 311. bombardovací perutě. Na podzim 1942 začal létat jako navigátor a odlétal 605 bojových hodin. V únoru 1940 otcové Horáka a Stříbrného ohlásili na četnické stanici v Buštěhradu, že jsou oba synové nezvěstní. Strážmistr Babůrek z Buštěhradu nevyhlásil pátrání ihned, ale počkal ještě jeden měsíc. Od této doby byli vedeni jako nezvěstní, ale Gestapo nevědělo o jejich bojových aktivitách v zahraničí. Po návratu do vlasti se Josef Stříbrný neshledal s nikým z rodiny. Jeho otec zemřel na rozedmu plic týden před vyhlazením Lidic, matka Marie (48 let), a svobodný mladší bratr František (25) byli oba popraveni v Praze-Kobylisích 16. června 1942.
Josefu Stříbrnému a Josefu Horákovi dávali přeživší za vinu vyhlazení Lidic. Oba byli vyloučeni ze Společnosti pro obnovu Lidic, pro kterou pomáhali v Británii sbírat peníze. V poválečné armádě patřil k nejzkušenějším navigátorům a byl povýšen na majora. Vystudoval VŠV a působil jako referent 1. oddělení letectva Hlavního štábu.
Stříbrný jako ostatní letci sloužící v RAF upadl v nemilost, proto byl propuštěn z Hlavního štábu v březnu 1948 a odeslán na vojenskou leteckou akademii do Hradce Králové. Po únoru 1948 byl z armády propuštěn. Byl obviněn z protistátních výroků, z rozvracení republiky a z napadení veřejného činitele. Josef Stříbrný byl zatčen a uvězněn. Na naléhání sestřenice Anny Horníkové ze spolku lidických žen byl v únoru 1949 propuštěn. Vzal si svou snoubenku Radku, a postupně se jim narodily dvě děti. Odstěhoval se do Písku, kde pracoval jako natěrač v továrně.
V roce 1969 byl rehabilitován, ale nadále jej sledovala StB. Zemřel 6. prosince 1976 v Písku na rakovinu plic, jeho popel byl rozptýlen na rozptylové loučce hřbitova v Blatné.

## Ocenění
- Po Josefu Stříbrném byla na začátku 90. let pojmenována ulice v Lidicích, která se dříve jmenovala Sovětské armády.
- Jméno Josefa Stříbrného je uvedeno na pomníku letců RAF ve tvaru zlomené vrtule, který byl odhalen 11. května 2006 na Fügnerově náměstí v dolní části Palackého sadů v Písku.[12]
- Spolek pro vybudování památníku Josefa Horáka a Josefa Stříbrného vede spor s Lidickou organizací svazu bojovníků za svobodu o umístění památníku obou letců v Lidicích.[13] Základní kámen pomníku Josefa Horáka a Josefa Stříbrného byl v Lidicích odhalen v roce 2015 a opět odstraněn, protože pro stavbu pomníku neexistovalo v roce 2015 povolení.[14]

## Vyznamenání
- 3 x čs. Válečný kříž,
- čs. medaile Za chrabrost,
- čs. medaile Za zásluhy a množství dalších spojeneckých řádů.